# Hermannplatz
Hermannplatz – plac w Berlinie, w Niemczech, w dzielnicy Neukölln, w okręgu administracyjnym Neukölln. Został wytyczony w 1885.
Przy placu znajduje się stacja metra linii U7 Hermannplatz oraz dom towarowy Karstadt.